# Stade des Woodlands
 (avril 2025).
Si vous disposez d'ouvrages ou d'articles de référence ou si vous connaissez des sites web de qualité traitant du thème abordé ici, merci de compléter l'article en donnant les références utiles à sa vérifiabilité et en les liant à la section « Notes et références ».
Le Stade des Woodlands (en malais et en anglais : Woodlands Stadium, en chinois : 兀兰体育场, et en tamoul : உட்லேண்ட்ஸ் ஸ்டேடியம்), est un stade multi-sports singapourien (servant principalement pour le football et l'athlétisme) situé dans le quartier des Woodlands, au nord de Singapour.
Le stade sert de terrain à domicile pour les équipes de football des Woodlands Wellington et des Warriors FC.

## Histoire
Le stade est l'unique de Singapour à avoir une ligne de MRT qui surplombe le terrain.